# 首占站
首占站，位于中华人民共和国福建省福州市长乐区首占镇国铁长乐站南侧，是福州地铁建设中滨海快线的地铁车站，预计2025年启用。

## 站名来源
「首占」本名寫做「洲店」，後期音讹为「酒店」。到大明洪武十三年（1380年）雅化為「首占」，意为出类拔萃。

## 车站结构
首占站地面层为站厅及出入口，地上二层为站台层。车站北侧紧贴国铁长乐站，可实现二者之间的便捷站外换乘。
| 地上二层 | 1            |  | 滨海快线 往福州火车站（祥谦） |
| 地上二层 | 岛式站台     |  |                               |
| 地上二层 | 3            |  | 滨海快线 往福州火车站（祥谦） |
| 地上二层 | 4            |  | 滨海快线 往文岭（滨海西）     |
| 地上二层 | 岛式站台     |  |                               |
| 地上二层 | 2            |  | 滨海快线 往文岭（滨海西）     |
| 地面层   | 站厅、出入口 |  | 票务服务、自动售票机          |

### 站台
首占站站台为两个并排的岛式站台，位于地上二层。普通车使用外侧的1号与2号站台，快车使用内侧的3号与4号站台。

## 历史
- 2021年2月9日，首占站主体结构封顶[3]。